# Tegeocranellus bolivianus
Tegeocranellus bolivianus är en kvalsterart som beskrevs av Balogh och Sandór Mahunka 1969. Tegeocranellus bolivianus ingår i släktet Tegeocranellus och familjen Tegeocranellidae. Inga underarter finns listade i Catalogue of Life.